# Council on Foreign Relations
Der Council on Foreign Relations (CFR; deutsch Rat für auswärtige Beziehungen) ist eine private US-amerikanische Denkfabrik mit Fokus auf außenpolitische Themen mit Sitzen in New York City und Washington. Die Gesellschaft wurde 1921 in New York von Edward M. House in Zusammenarbeit mit den deutschstämmigen Bankiers Paul M. Warburg und Otto Hermann Kahn, dem einflussreichsten Journalisten der USA, Walter Lippmann, sowie New Yorker Unternehmern, Bankiers und hochrangigen Politikern gegründet.
Dem Council wird seit seiner Entstehung eine herausragende Funktion im Formulierungsprozess außenpolitischer Strategien zugesprochen und er gehört mit den mit dem CFR eng verwobenen Chatham House und Carnegie Endowment for International Peace zu den vier weltweit einflussreichsten privaten Think Tanks. Der CFR ist Herausgeber der zweimonatlich erscheinenden Foreign Affairs, einer Fachzeitschrift auf dem Gebiet der internationalen Beziehungen. Hauptsitz des Council on Foreign Relations ist seit dem 16. April 1945 das ehemalige Wohnhaus des Standard-Oil-Direktors Harold Irving Pratt an der 58 East 68th Street/Park Avenue an der Upper East Side im New Yorker Stadtteil Manhattan. Eine weitere Außenstelle befindet sich in der F-Street in unmittelbarer Nähe zum Weißen Haus in der US-Hauptstadt Washington D.C.

## Geschichte
Im Winter 1917/18 schlossen sich die beiden Berater des US-Präsidenten Woodrow Wilson, der Diplomat Edward M. House und der Journalist Walter Lippmann zu einer diskret operierenden Gemeinschaft zusammen, um Optionen für Präsident Wilson zu erarbeiten, wie die Politik nach dem Fall des Deutschen Kaiserreichs als Folge des Ersten Weltkriegs aussehen könnte. Die Gruppe nannte sich schlicht The Inquiry, was mit Die Untersuchung übersetzt werden kann. Lippmann gab folgende Erklärung ab: „Unser Vorhaben ist genial. Pure, aufsehenerregende Genialität – und nichts anderes.“ In der offiziellen Geschichtsschreibung gelten Lippmann und House als federführend beim Entwurf von Wilsons 14-Punkte-Programm vom Januar 1918.

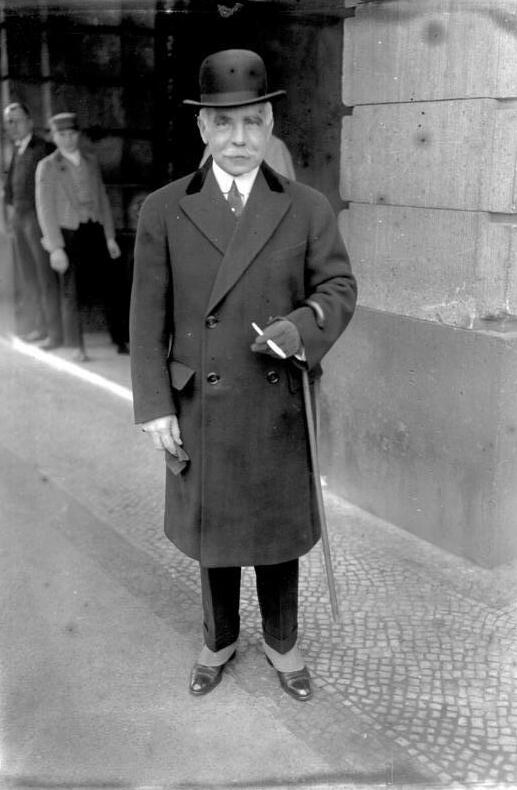
Otto Hermann Kahn: CFR-Direktor 1921–1932

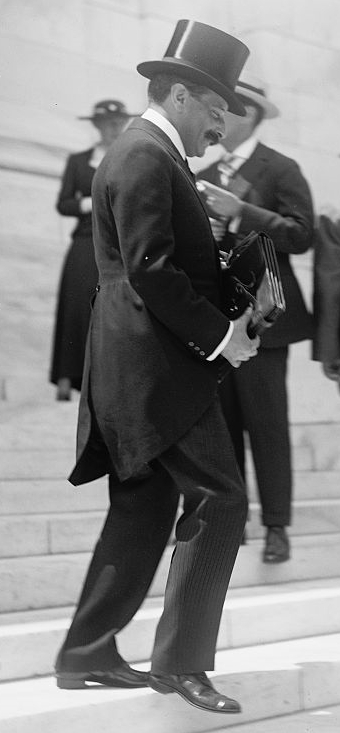
Paul M. Warburg: CFR-Direktor 1921–1932

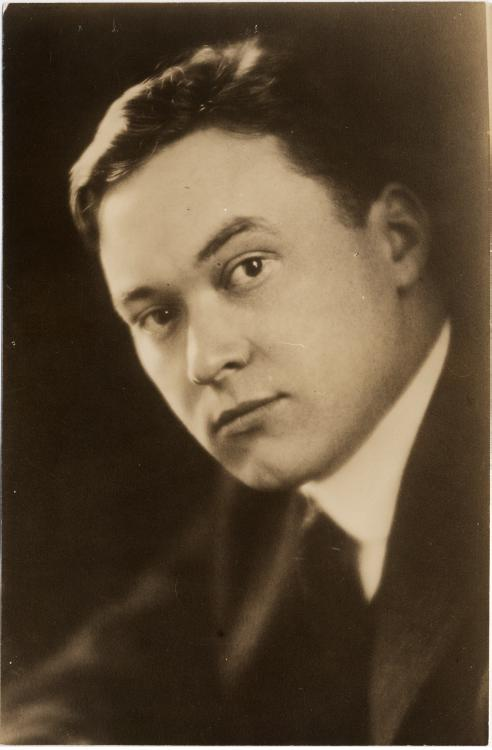
Walter Lippmann: CFR-Direktor 1932–1937

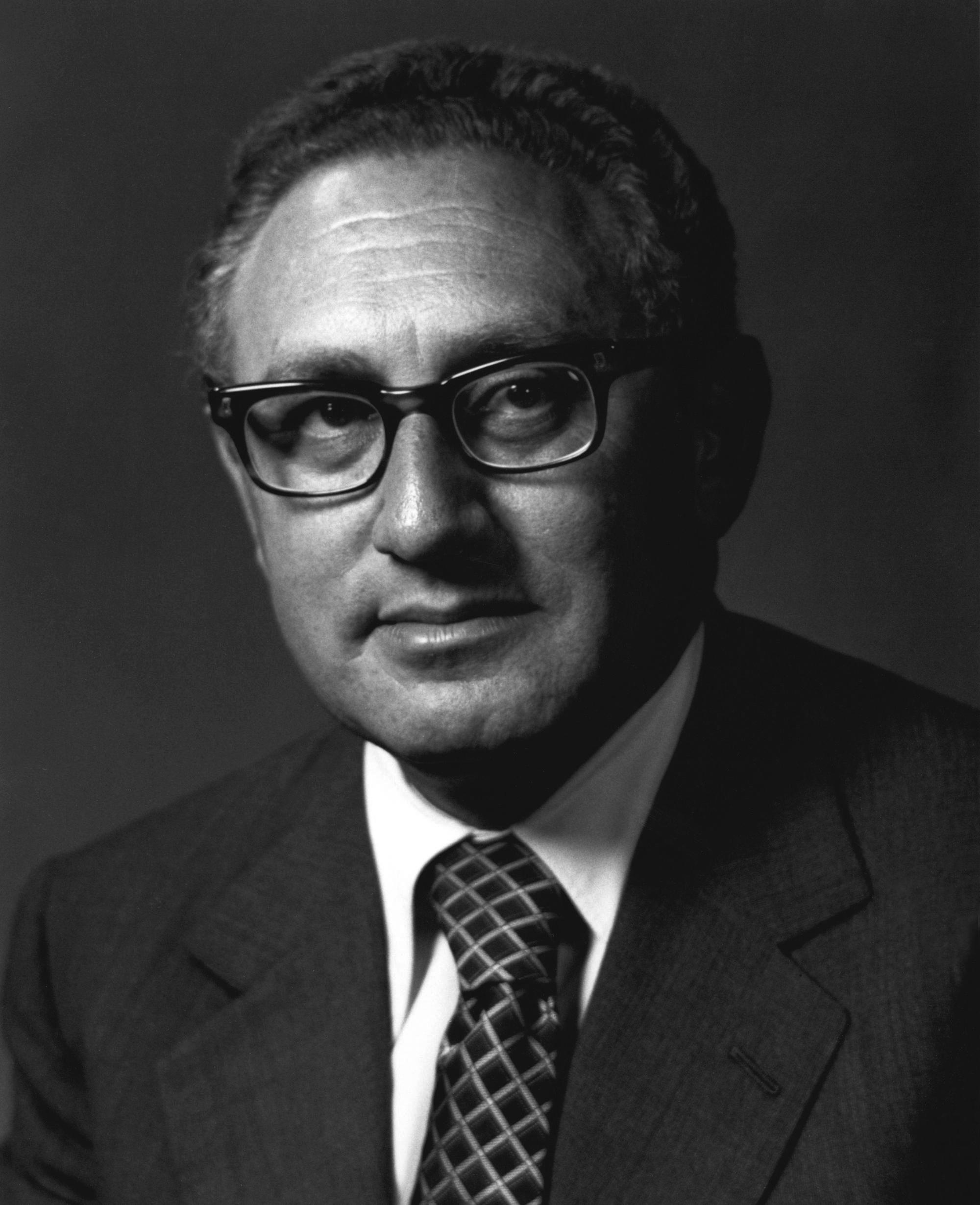
Henry Kissinger US-Außenminister 1973–1977
CFR-Direktor 1977–1981

Bei der am 18. Januar 1919 von den Ententestaaten und ihren Verbündeten einberufenen Friedenskonferenz von Versailles war House der Verhandlungsführer der US-Delegation. Im Gegensatz zu Großbritannien machten die USA unter House den Franzosen bei der Friedenskonferenz im Endeffekt weit weniger Schwierigkeiten bei der Verwirklichung ihrer Kriegsziele als erwartet.
House spielte in Wilsons Auftrag auch eine zentrale Rolle bei der Gründung des Völkerbundes, dem Vorläufer der Vereinten Nationen.
Knapp zwei Jahre nach Beendigung des Ersten Weltkriegs trafen sich im Winter 1920/21 die Mitglieder eines Komitees um den Bankier Paul Warburg, der ein Ideengeber für die Gründung der US-Notenbank (Federal Reserve System) gewesen war, regelmäßig in einem angemieteten Büro in der 43rd Street in Manhattan und luden eine Reihe von ausgesuchten Männern ein, Mitglied im neuen Council on Foreign Relations zu werden. Zwischenzeitlich erarbeitete der von US-Präsident Wilson berufene Vertreter der US-Kriegshandelsbehörde George W. Wickersham gemeinsam mit dem Anwalt, Vizeaußenminister und US-Delegierten bei den Pariser Friedensverhandlungen Frank Lyon Polk, eine Verfassung für den Council on Foreign Relations. Als der Council on Foreign Relations schließlich am 29. Juli 1921 gegründet wurde, bestand das gewählte Direktorium aus dem Ehrenpräsidenten und Friedensnobelpreisträger Elihu Root, Präsident John W. Davis und Vizepräsident Paul D. Cravath, alle drei Juristen, wobei Davis und Cravath Anwälte für namhafte New Yorker Investmentbanken wie Kuhn, Loeb & Co. waren. Erste Direktoren wurden Warburg und Otto Hermann Kahn, Vorstand des Bankhauses Kuhn, Loeb & Co. Mit dem Londoner Royal Institute of International Affairs und dem Hamburger Institut für Auswärtige Politik fand der Council on Foreign Relations internationale Entsprechungen in Großbritannien und Deutschland.
Die Gründung des heutigen Council on Foreign Relations hatte also in den besonderen Erfahrungen der Teilnehmer der Pariser Friedenskonferenz ihren Auslöser und reflektierte bis zu einem gewissen Grad die Arbeit der Expertengruppe Inquiry. Was mit einer kleinen Gruppe intellektueller Politikstrategen begann, The Inquiry, wurde im 1921 gegründeten Council on Foreign Relations expansiv fortgeführt und war seitdem maßgebend für die amerikanische Außenpolitik und Diplomatie des 20. Jahrhunderts.
Die Gründung des CFR reihte sich in eine bereits vorhandene internationalistische Strömung der US-Politik ein. Schon 1910 hatten sich in der vom damals weltgrößten Stahlproduzenten und Philanthropen Andrew Carnegie gegründeten Carnegie Endowment for International Peace eine noch kleine Gruppe von intellektuellen Internationalisten gesammelt und setzte sich 1919 mit der neu gegründeten Woodrow Wilson Foundation landesweit für den Beitritt der USA zum Völkerbund ein. Diese Gruppe, die sich aus einflussreichen Investmentbankern, Geschäftsleuten, Akademikern und Politikern zusammensetzte, vertrat die internationalistischen Ideale Präsident Wilsons. Der 1. Präsident des Carnegie Endowment for International Peace Elihu Root wurde für sein stetes Bemühen um Ausgleich der Interessen und die Formulierung von Schiedsverträgen in internationalen Konflikten bereits 1912 mit dem Friedensnobelpreis ausgezeichnet und sollte später einer der Gründungsväter und Ehrenpräsident des CFR werden. CFR-Miterdenker George W. Wickersham gründete zudem mit dem Supreme Court Richter John Hessin Clarke, die League of Non-Partisan Association (LNNPA), um die amerikanische Bevölkerung doch noch für einen Beitritt in den Völkerbund zu bewegen. Diese internationalistischen Institutionen zeichneten sich durch ihre Homogenität der Mitgliedschaft aus. So waren die Mitglieder der Gruppen ausschließlich Männer, stammten von der amerikanischen Ostküste, hatten enge geschäftliche, gesellschaftliche und kulturelle Beziehungen untereinander, waren zumeist vermögend, oberen Gesellschaftsschichten angehörend und an berühmten US-Elite-Universitäten gelehrt worden. Sie hatten fast keinen Kontakt zum Wahlvolk, Mitgliedern des mittleren Managements oder mittelständischen Unternehmen. Der von ihnen geprägte Internationalismus und eine damit verbundene Globalisierung, richtete sich rhetorisch an alle Bürger, erreichte aber meist nur andere Internationalisten oder Mitglieder des foreign policy establishments.
Als direkte Reaktion auf den Beginn des Zweiten Weltkrieges finanzierte die Rockefeller-Stiftung im Oktober 1939 die War and Peace Studies des CFR. Im Dezember 1945 hatte der CFR neue Nachkriegsstudiengruppen organisiert und eingerichtet, resultierend darin waren unter anderem die Rahmenbedingungen für UN und Marshallplan. Der Einfluss des CFR auf die amerikanische Außenpolitik wuchs. Regierungsexpertisen für den Kalten Krieg und den Vietnamkrieg wurden von Studiengruppen des CFR erarbeitet.
Die 55 CFR-Officers hatten insgesamt Führungspositionen (Vorstandsvorsitz, Aufsichtsratsvorsitz) in 74 Wirtschafts- und Finanzkonzernen inne.
Eine Studie von Wiliam Minter und Laurence Shoup belegte, dass zwischen 1945 und 1972 von insgesamt 502 Regierungsmitgliedern, bereits mehr als die Hälfte Mitglieder des CFR waren. So stellt der Autor der CFR-Historie Continuing the Inquiry: The Council on Foreign Relations from 1921 to 1996 bereits zu diesem Zeitpunkt fest: „The elite dinner club of Wall Street bankers and their academic protégés had grown into a broader-based community of Americans with expertise and responsibility for the United States’ role in world affairs.“ (dt.: „Der Elite-Dinner-Club aus Wall-Street-Bänkern und ihren akademischen Protegés wuchs zu einer weitreichenden Gemeinschaft von Amerikanern mit Kompetenz und Verantwortung für die Rolle der Vereinigten Staaten im Weltgeschehen“).
1950 übernahm Dwight D. Eisenhower (US-Präsident 1953–1961) den Vorsitz bei einer CFR-Studiengruppe. Ein Mitglied sagte später: „Was auch immer General Eisenhower über die Wirtschaft weiß, hat er in den Sitzungen der CFR-Studie gelernt.“ Innerhalb dieser Studiengruppe entstand eine weitere Arbeitsgruppe namens Americans for Eisenhower, um seine Chancen für die Präsidentschaft zu erhöhen. Nach der Wahl zum US-Präsidenten (1953) rekrutierte Eisenhower viele Kabinettsmitglieder aus den Reihen des CFR und er selber wurde ebenfalls Mitglied der elitären Institution. Als wichtigste Personalie ernannte er CFR-Mitglied John Foster Dulles zum US-Außenminister. Am 12. Januar 1954 hielt Dulles bei einem Dinner im Harold Pratt-House in New York City eine Ansprache, bei der er eine neue Richtung für Eisenhowers Außenpolitik und eine neue Sichtweise zu eventuellen Vergeltungsmaßnahmen gegen kommunistisch regierte Staaten ankündigt. Als Folge dieser Ansprache wurde ein Programm zum Thema Nukleare Waffen- und Außenpolitik gegründet und man wählte Henry Kissinger zum Leiter dieser Studiengruppe.

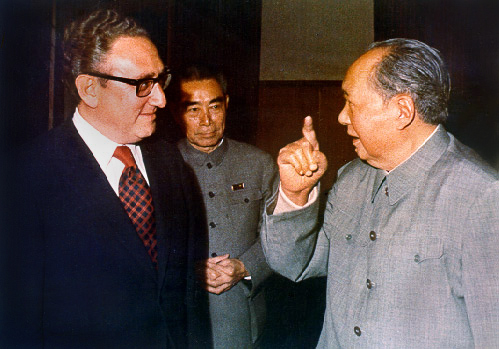
Kissinger mit Mao Zedong

Der Globalstratege und Harvard-Absolvent Henry Kissinger hielt von 1955 bis 1956 sein akademisches Jahr im CFR und veröffentlichte 1957 seinen vom CFR herausgegebenen Bestseller Nuclear Weapons and Foreign Policy, der ihm erstmals eine landesweite Reputation als strategischer Denker bescherte. Zudem veröffentlichte Kissinger zwölf ausführliche akademische Berichte in der ebenfalls vom CFR herausgegebenen Fachzeitung Foreign Affairs.
Zwischen 1964 und 1968 behandelte eine Studie die Beziehungen zwischen den Vereinigten Staaten und der Volksrepublik China. Erste 1966 veröffentlichte Resultate kamen zum Schluss, dass amerikanische Bürger offener für Gespräche mit China waren als ihre gewählten Repräsentanten. Henry Kissinger wurde schließlich im Jahr 1969 von US-Präsident Nixon ernannt, um den USA künftig als National Security Advisor zu dienen. Im Jahr 1971 unternahm Kissinger eine geheime Reise nach Peking, um Gespräche mit der chinesischen Führung zu führen. Nixon selber reiste erst ein Jahr später nach China. Die diplomatischen Beziehungen mit China wurden letztendlich 1978 vollständig vom Außenminister des mittlerweile amtierenden US-Präsidenten Jimmy Carter normalisiert. Dieser US-Außenminister war Cyrus Vance, ein langjähriger Direktor des CFR, vor und nach seiner Tätigkeit für die US-Regierung.
Viele Staatsgäste aus aller Welt wurden vom CFR empfangen, darunter der Dalai Lama, Fidel Castro (1959), der jugoslawische Präsident Tito (1960), der Schah von Persien Mohammad Reza Pahlavi, Ägyptens Diktator Anwar al-Sadat (1981), das jordanische Königspaar Hussein bin Talal und Königin Nūr, die israelischen Ministerpräsidenten Golda Meir, Schimon Peres und Jitzchak Rabin, der Präsident der Sowjetunion Michail Gorbatschow, der rumänische Diktator Nicolae Ceaușescu, der paraguayische Diktator Alfredo Stroessner, der Diktator von Simbabwe Robert Mugabe, die ehemaligen indischen Premierminister Jawaharlal Nehru und Indira Gandhi und der iranische Präsident Mahmud Ahmadineschad.
Die Universität Princeton verwaltet das umfangreiche Archiv des CFR mit den Mitschriften aller Reden, Konferenzen, sowie Ergebnissen von Studiengruppen und Treffen von 1918 bis 1995. Zudem besteht eine für jedermann zugängliche digitale Audio-Datenbank mit einer Reden-Auswahl aus den Jahren 1953 bis 1989. Hier finden sich unter anderem Mitschnitte kompletter Reden von Konrad Adenauer (1953) und Helmut Kohl (1981) vor den CFR-Mitgliedern im Harold Pratt House.
Von allen 6.545 Think Tanks, die weltweit um Einfluss konkurrieren, rangiert der CFR im Jahr 2011 auf Platz 4.

## Organisation

### Vorstand

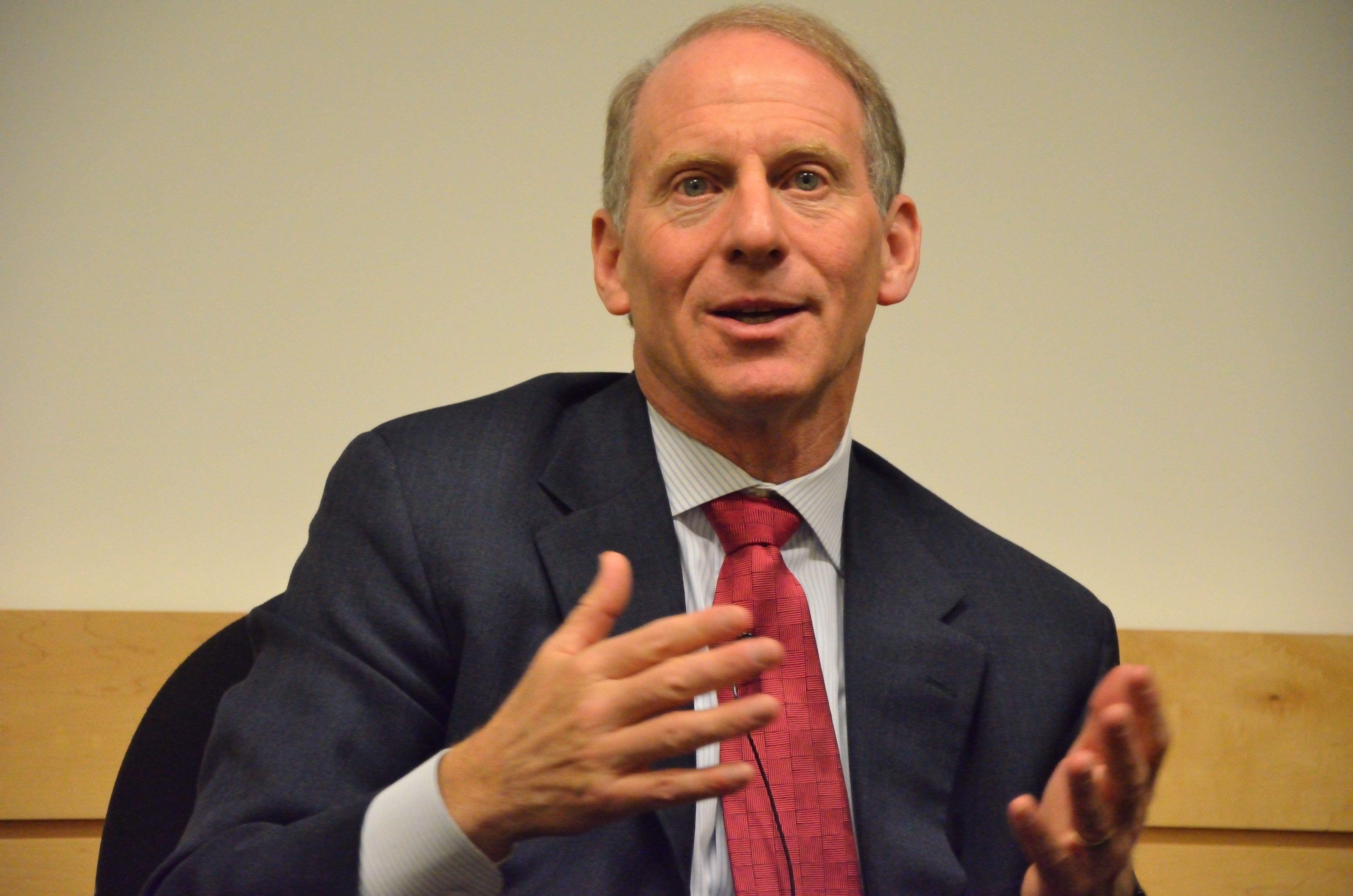
Richard Nathan Haass

Präsident des CFR ist seit Juni 2023 Michael Froman, der den bis dahin amtierenden Richard Nathan Haass ablöste.
Das Board of Directors wird geleitet von:
- David Rubenstein (Chairman) – Cofounder und Co-Chief Executive Officer, The Carlyle Group.
- Blair Effron (Vice Chairman) – Cofounder, Centerview Partners.
- Jami Miscik (Vice Chairman) – Chief Executive Officer und Vice Chairman, Kissinger Associates, Inc.

Insgesamt sitzen 36 Personen im Board of Directors, so der ehemalige US-Außenminister Colin Powell und die allesamt im Investmentbanking und Private Equity agierenden Penny Pritzker, Peter George Peterson (Blackstone Group) und Stephen Friedman (Ex-CEO Goldman Sachs & Fed of NY).

### Ehemalige Vorstände
Ehemalige Vorstände des CFR waren
- Paul Warburg
- Otto Hermann Kahn
- CIA-Direktor Allen Dulles
- der Gründer der deutschen Atlantik-Brücke e. V., des American Council on Germany und Präsident der Weltbank John J. McCloy, ein Vordenker der US-amerikanischen Außenpolitik
- Zbigniew Brzeziński, Politikwissenschaftler und Präsidentenberater
- US-Präsident George H. W. Bush
- US-Außenminister Henry Kissinger
- Dick Cheney
- Unternehmer George Soros

und viele weitere Persönlichkeiten vornehmlich aus Politik, Finanzwirtschaft und Elite-Universitätskreisen mit höchstem Einfluss.

### Mitglieder
Unter den mehr als 5200 Mitgliedern befinden sich einflussreiche Persönlichkeiten wie Spitzenbeamte der US-Regierung, sogenannte Top government officials, angesehene Akademiker, Wirtschaftsführer, herausragende Journalisten, bekannte Juristen und weitere Personen mit gehobener Position in anderen Berufen.

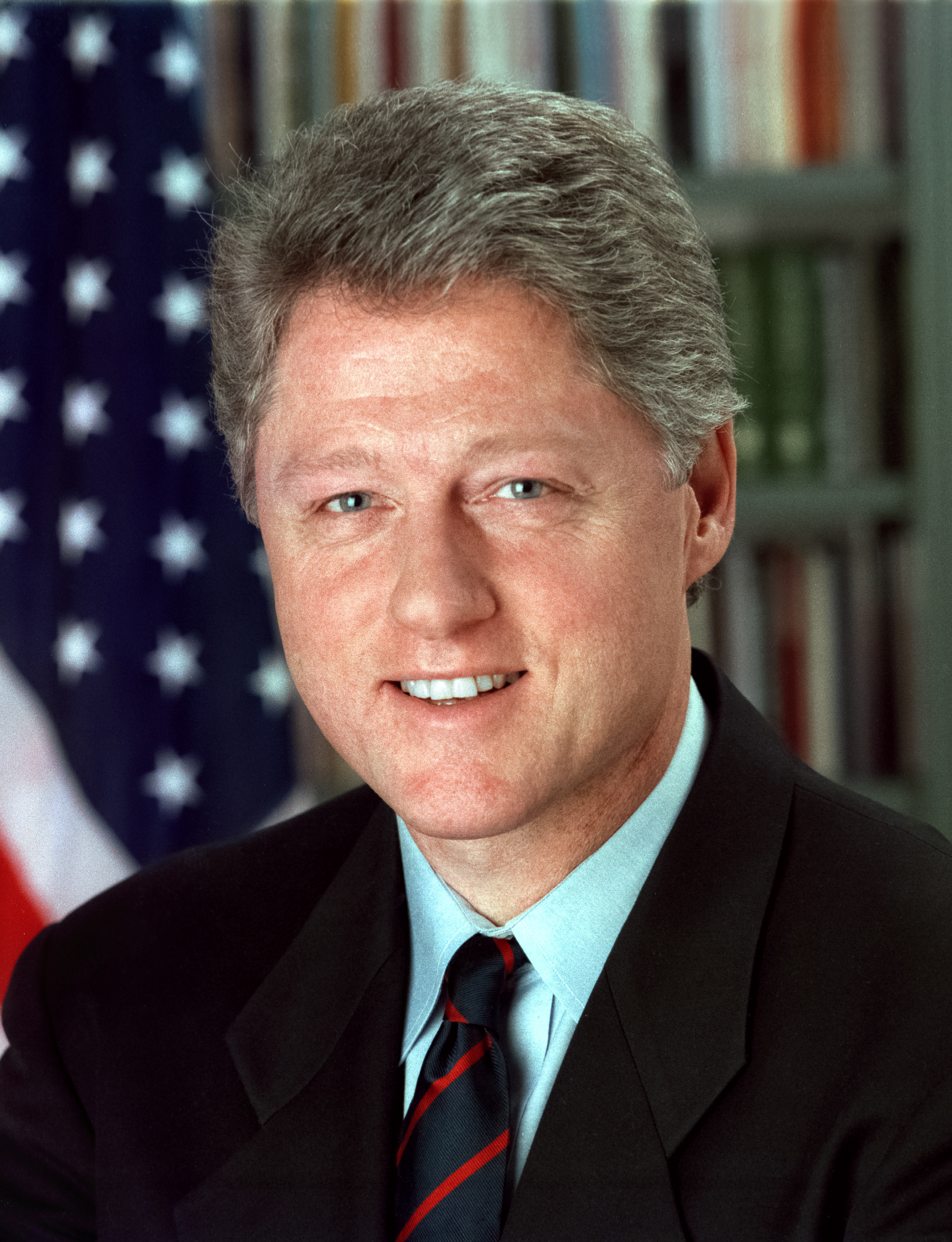
Bill Clinton

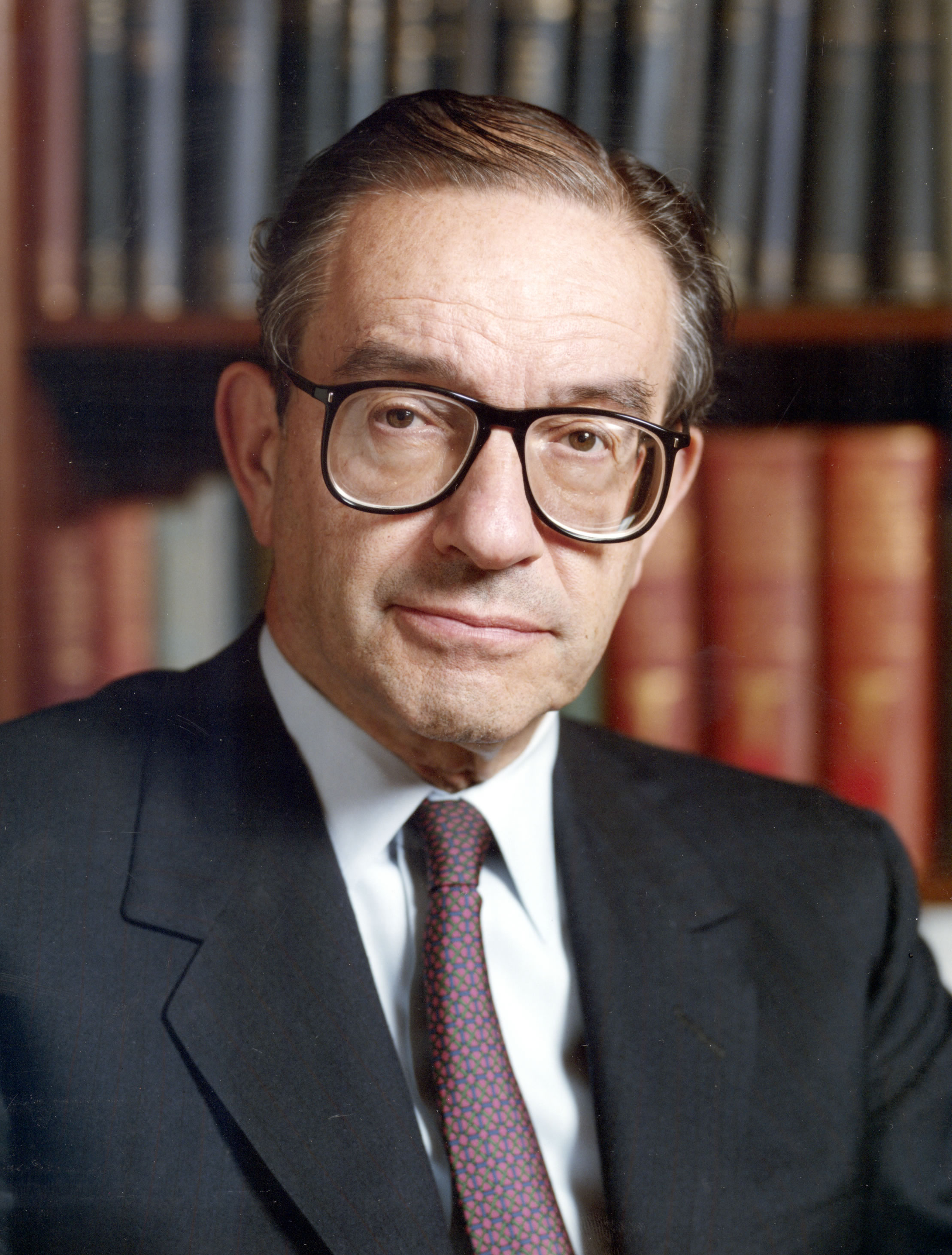
Alan Greenspan

Zu den ersten Mitgliedern gehörte seit 1922 der Vorstandsvorsitzende und Präsident von IBM, Thomas J. Watson. Heutzutage unterhält der CFR das interne Thomas J. Watson Meetings Program. Diese CFR-Stiftung finanziert Treffen von hochrangigen US- und ausländischen Regierungs- und Kabinettsmitgliedern. Aktuelle bekannte Mitglieder sind unter anderen der ehemalige Stabschef des Weißen Hauses unter US-Präsident Barack Obama und aktuelle Finanzminister der USA, Jacob Lew, der erste Direktor of National Intelligence (DNI) aller 17 US-amerikanischen Geheimdienste, John Negroponte, der Staatssekretär für Rüstungskontrolle und Internationale Sicherheit der USA, John Bolton, der bis 2013 amtierende Finanzminister der USA, Timothy F. Geithner, Geithners Vorgänger als Finanzminister und ehemalige CEO von Goldman Sachs, Henry Paulson, die Vizepräsidentin des Federal Reserve System, Janet Yellen, der Präsident (bis 07/2011) der US-Ratingagentur Standard & Poor’s, Deven Sharma, der Vorstandsvorsitzende von Goldman Sachs, Lloyd C. Blankfein, der Vorstandsvorsitzende von JPMorgan Chase & Co., James Dimon, der Vorstandsvorsitzende der Citigroup, Michael E. O’Neill, der Gründer und CEO des Private-Equity-Giganten KKR, Henry Kravis, die Private-Equity-Ikone und Mitbesitzer der Deutschen Telekom AG, Stephen A. Schwarzman (Blackstone Group), der Vorstandsvorsitzende von American Express, Kenneth Chenault, die NBC-Nachrichtenikone Tom Brokaw, der Moderator der Nachrichtensendung Nr. 1 in den USA NBC Nightly News, Brian Williams, ABC-News-Präsident, Benjamin Sherwood, der Politik-Chefanalyst von CNN, David Gergen, der CBS-News-Kommentator, Douglas Brinkley, der Redenschreiber und einer der einflussreichsten Journalisten Amerikas, Charles Krauthammer, einer der einflussreichsten Journalisten Amerikas, Hendrik Hertzberg, der Präsident des Jüdischen Weltkongress, Ronald Lauder, der Oberste Richter am Obersten Gerichtshof der Vereinigten Staaten (Chief Justice of the United States), John Roberts, die Richterin am Obersten Gerichtshof der Vereinigten Staaten (Supreme Court), Ruth Bader Ginsburg, der Richter am Obersten Gerichtshof der Vereinigten Staaten, Stephen Breyer, der Kommandeur der ISAF und Joint Special Operations Command für Operationen von Spezialtruppen im Irak und in Afghanistan, Stanley A. McChrystal, sein Nachfolger als Kommandeur der ISAF und späterer CIA-Direktor, David Petraeus, sowie dessen Nachfolger und aktueller ISAF-Kommandeur, John R. Allen, der Kommandierende General des US European Command sowie Supreme Allied Commander Europe der NATO, James G. Stavridis, der Vorsitzende des American Council on Germany, William M. Drozdiak, der ehemalige Vorsitzende der Fed, Alan Greenspan, der amtierende Bürgermeister von New York, Michael Bloomberg, der Kandidat der Demokraten zur US-Präsidentschaftswahl 2004, John Kerry, der ehemalige US-Präsident Bill Clinton, der Filmproduzent Lawrence Bender, die Schauspielerin Angelina Jolie, die Schauspieler George Clooney und Warren Beatty sowie der Unternehmensberater und Vermögensberater Jeffrey Epstein.
Ebenso gehören und gehörten eine große Anzahl der vergangenen US-Präsidenten, US-Außenminister und US-Stabschefs des 20. und 21. Jahrhunderts dem CFR an.
Die jährlichen Mitgliedsbeiträge variieren je nach Alter, Beruf und Wohnort zwischen 200 US-Dollar und 2.860 US-Dollar.
Bei den Corporate Members gibt es verschiedene Prioritätsstufen. An oberster Stelle stehen die Gründerfirmen des CFR, die sogenannten Founders. Hierzu zählen Goldman Sachs, JPMorgan Chase & Co., Bank of America, Merrill Lynch, ExxonMobil, McKinsey & Company sowie der internationale Börsenbetreiber NASDAQ OMX. Es folgen die Corporate Members des Presidents Circle wie BP plc, Royal Dutch Shell, Credit Suisse, Lockheed Martin und andere namhafte Global Player. Am Ende der Corporate Membership stehen die Premium Members wie Deutsche Bank, Airbus, De Beers, Google, VW, Walmart und Warburg Pincus. Insgesamt beheimatet der CFR ca. 250 Firmen. Die Mitgliedsgebühren betragen 50.000 US-Dollar für Mitglieder des Presidents Circle und 25.000 US-Dollar für Premium-Mitglieder.

## Aufgaben
Zu den Aufgaben des CFR zählen erstens die Arbeit in den Diskussions- und Studiengruppen, zweitens Öffentlichkeitsarbeit mit dem Ziel, eine pro-internationalistische Außenpolitik der USA zu fördern und drittens die Arbeit im Formulierungsprozess US-amerikanischer Außenpolitik. In einer Globalisierung, die gepaart ist mit monetärem Nationalismus (monetary nationalism), sieht der CFR eine gefährliche Kombination, die finanzielle Krisen und geopolitische Spannungen erzeuge. Das David Rockefeller Studies Program ist eine der wichtigsten Säulen des CFR. Dieser CFR-interne Think Tank beschäftigt 70 hauptberufliche sogenannte CFR Fellows, die wirtschaftliche und politische Expertisen erarbeiten und über das bestehende Netzwerk an Entscheidungsträger übermitteln. Zudem schreiben die Fellows Bücher, Zeitungsartikel, Blogs und beteiligen sich an Diskussionen über die Weltpolitik.
Eine weitere gewichtige Rolle spielt der CFR als privater Anbieter sowohl für offizielle staatliche Beratung als auch in der inoffiziellen Diplomatie.

### War and Peace Studies, UN, NATO, Weltbank, IWF und Marshallplan
Als direkte Reaktion auf den Beginn des Zweiten Weltkriegs finanzierte die Rockefeller-Stiftung im Oktober 1939 die geschichtsträchtigen War and Peace Studies des CFR, mit damals sagenhaften 350.000 US-Dollar (inflationsbereinigt 2012: circa 5,7 Mio. US-Dollar). Über einen Zeitraum von fünf Jahren arbeiteten über 100 Männer an diesem privaten und unabhängigen Studienprogramm, das Regierungsempfehlungen für die kommenden Kriegsjahre und vor allem für die Zeit danach erarbeitete. Unterteilt in den Sektionen Ökonomie und Finanzwirtschaft, Sicherheit und Rüstung, Territoriale Angelegenheiten sowie Politik. Diese verschiedenen Gruppen trafen sich über 250-mal, immer in New York City, immer vom Abendessen bis spät in die Nacht. Sie produzierten insgesamt 682 Memoranda für die entsprechenden Abteilungen des US State Departements. Das Projekt wurde als „streng geheim“ deklariert, da man ernste Befürchtungen hatte, wenn es allgemein bekannt würde, dass das Außenministerium der Vereinigten Staaten von Amerika derart intensiv mit externen, nichtgewählten Gruppen kooperiere. Prominenter Leiter der Sektion Sicherheit und Rüstung war der spätere CIA-Direktor, Chef des US-Geheimdienstes OSS in der Schweiz und in Nazi-Deutschland, sowie CFR-Präsident Allen Dulles. Kurz vor dem Angriff auf Pearl Harbor und dem damit verbundenen Kriegseintritt der Amerikaner erarbeitete die Gruppe eine Expertise, dass es womöglich einer amerikanischen Besatzungsmacht in Deutschland bedürfe.

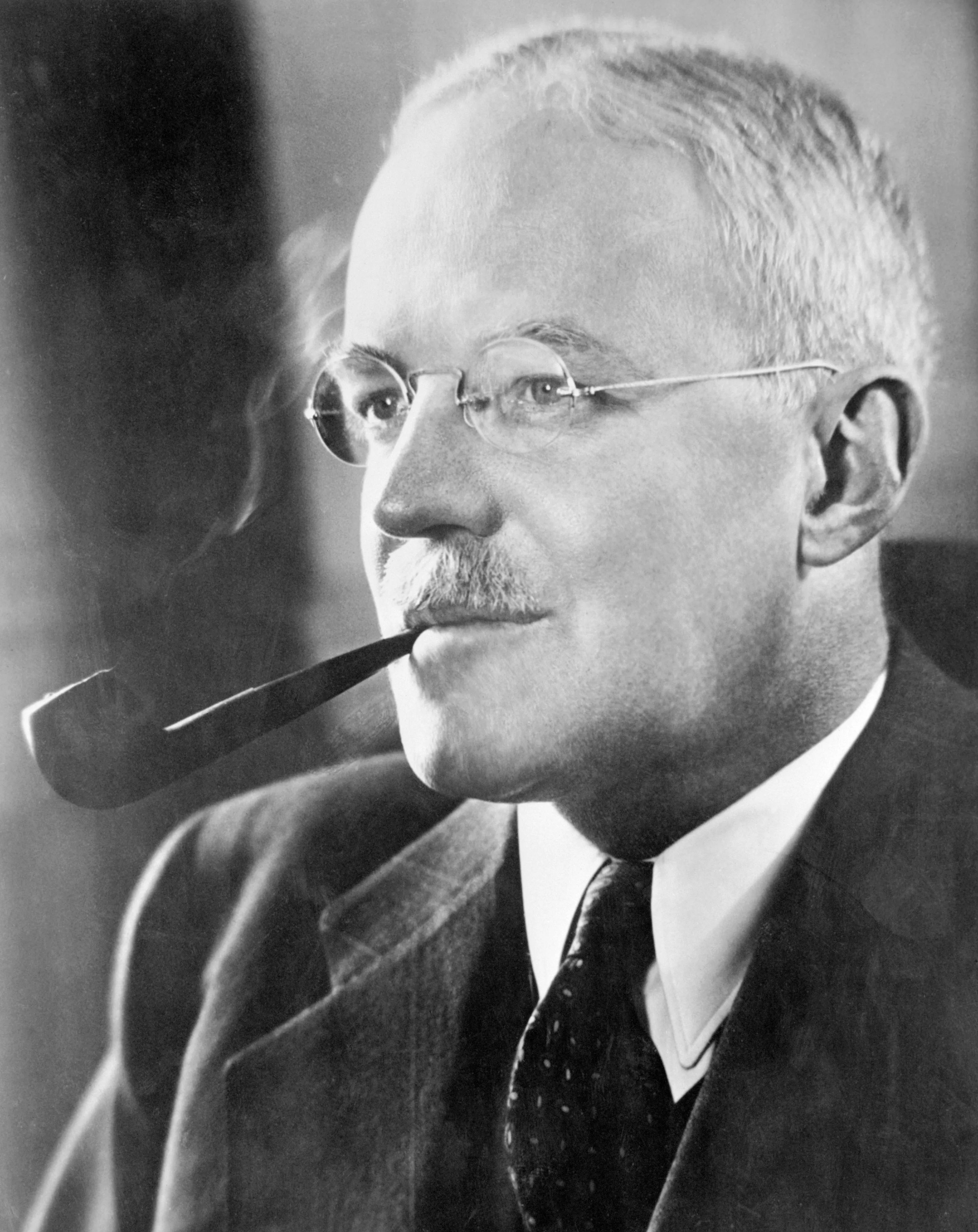
Allen W. Dulles

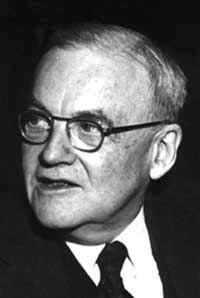
John F. Dulles

Im Dezember 1945 hatte der CFR neue Nachkriegsstudiengruppen organisiert und eingerichtet. Die mit 20 bis 40 Teilnehmern ausgestatteten Discussion groups wurden in Kreise wie dem British Empire and Commonwealth Affairs, Far Eastern Affairs, Latin Affairs und Western Europe Affairs aufgeteilt. Letztgenannte Gruppe setzte die Arbeit Economic and Political Reconstruction unter der Leitung des ehemaligen OSS-Chefs in Deutschland Allen Dulles fort. Dessen Bruder und spätere US-Außenminister John Foster Dulles arbeitete zu dieser Zeit bereits für das US-Außenministerium. Im Herbst 1946 rückte Deutschland in den Fokus aller weiteren Überlegungen. In der für das Studienjahr 1946/47 gegründeten Studiengruppe The Problem of Germany konnte Allen Dulles seine Arbeit fortsetzen. Unter der Leitung von Charles Spofford operierte die Diskussionsrunde Reconstruction of Western Germany, mit David Rockefeller als Secretary. Als stellvertretender Geschäftsführer des von der Rockefeller-Stiftung mitfinanzierten American Committee for a United Europe traf Dulles in den Jahren 1947/48 in Genf Vertreter christlich firmierender Parteien aus Deutschland, Belgien, Frankreich, Italien, Österreich und den Niederlanden. Als Vertreter Deutschlands zu diesen 16-mal stattfindenden geheimen Genfer Gesprächen wurde der Kölner CDU-Politiker und spätere Bundeskanzler Konrad Adenauer gesandt. Adenauer und der Bankmanager Hermann Josef Abs hielten ab 1953 zahlreiche Reden vor den Mitgliedern des CFR im Harold Pratt House, zumeist in Begleitung von McCloy oder Rockefeller. Adenauer war über seine zweite Ehefrau Gussi mit dem Juristen, Politiker, Vorstandsvorsitzenden von Rockefellers Chase Manhattan Bank und CFR-Direktor John McCloy verbunden.

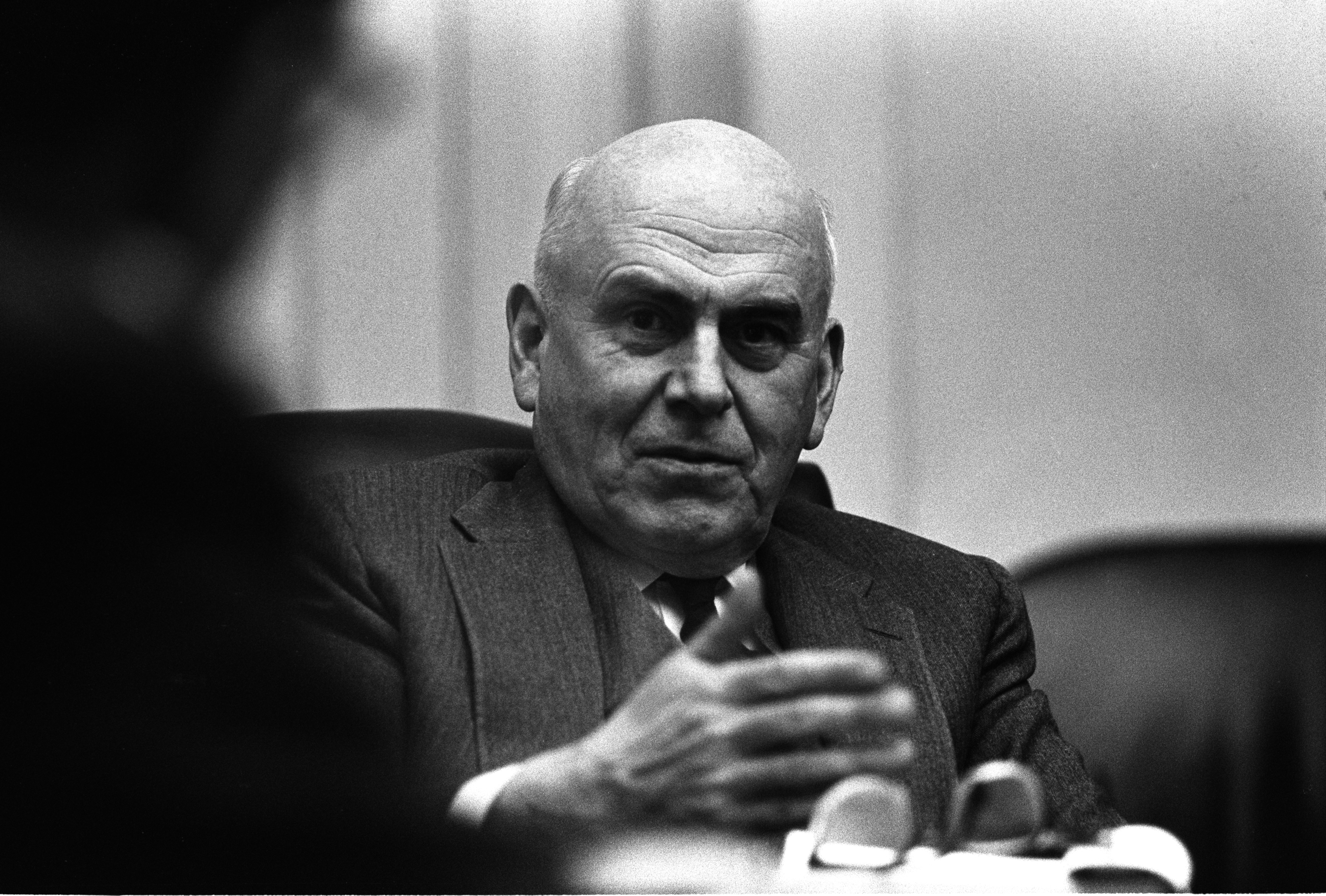
John Jay McCloy CFR-Direktor 1953–1972 und einst einflussreichste Privatperson der USA

Blaupausen und Entwürfe zu UN, NATO, Weltbank, IWF und Marshallplan haben ihren Ursprung in bedeutendem Umfang beim CFR. Insbesondere der öffentlich wenig bekannte CFR-/Brookings-Institution-Stratege Leo Pasvolsky gilt als maßgeblicher Hauptautor von UN und Marshallplan. Der amerikanische Soziologieprofessor William Domhoff sagte 1975 gegenüber dem Nachrichtenmagazin Spiegel: „Der Council ist das entscheidende Verbindungsglied zwischen den großen Konzernen und der Regierung“ und stellte fest, dass „die Wichtigkeit dieser Vereinigung für das Verständnis der Grundmotive und der Grundlinien amerikanischer Weltpolitik kaum hoch genug veranschlagt werden kann“. Er sagte „dass die allermeisten Bürger dieses Landes, das sich für das bestinformierte Gemeinwesen aller Zeiten hält, keine Ahnung von der Existenz eines solchen Gremiums hat. Die freie Presse dieses Landes nimmt sich die Freiheit, ein Gremium, in welchem die mächtigsten Männer dieses Landes sich mit Weltpolitik befassen, als eine Art privaten Bridge-Club zu betrachten, der niemand tangiert und niemand etwas angeht.“.

### Maurice R. Greenberg Center for Geoeconomic Studies
Direktor des CFR-internen Study Programs ist der Mitherausgeber der Financial Times, ehemalige Redakteur der Washington Post und zweifache Pulitzer-Preis-Finalist, Sebastian Mallaby.
Zu den preisgekrönten und journalistisch innovativsten Informationsprodukten des nach dem amerikanischen Top-Manager Maurice R. Greenberg (u. a. CEO beim weltgrößten Versicherungskonzern AIG; Fed of NY, NYSE) benannten Maurice R. Greenberg Center for Geoeconomic Studies (CGS) gehört die Reihe Crisis Guide.
Crises Guides sind komplett ausgearbeitete, multimediale, dokumentarisch anmutende Beiträge über Krisenthemen, die Nachrichtenagenturen und Nachrichtenredaktionen weltweit zur Verfügung gestellt werden. Inhalt dieser interaktiven, textlich und musikalisch untermalten Krisenführer sind wirtschaftliche, politische und gesellschaftliche Lösungsempfehlungen – made by CFR. Der Crises Guide „Darfur“ wurde 2008 in der Kategorie New Approaches to News & Documentary Programming: Current News Coverage (Innovative Nachrichten- und Dokumentationsprogramme: Aktuelle Berichterstattung) mit dem Emmy-Award bei den 29. News & Documentary Emmy Awards belohnt. Ein Jahr später wurde der Crisis Guide „The Global Economy“ in der Kategorie New Approaches to Business and Financial Reporting (Innovative Wirtschafts- und Finanzberichterstattung) erneut mit einem Emmy-Award ausgezeichnet. Die Guides gewannen 2007 zudem den 1. Preis der international renommierten Knight Batten Awards in der Kategorie Innovationen im Journalismus.
Zudem erschienen in der Reihe der Crisis Guide „The Israeli-Palestinian Conflict“, der Crisis Guide „The Korean Peninsula“ sowie der Crisis Guide „Climate Change“. Das Study Programm entwickelte zudem direkte Kooperationen mit den TV-Sendern HBO und PBS.

### Studienzentren, Studienprogramme und Initiativen
Die CFR-Studienprogramme untersuchen die wichtigsten außenpolitischen Fragen, mit denen die Vereinigten Staaten und die internationale Gemeinschaft heute beschäftigt ist. Die CFR-Experten analysieren die weltweit wichtigsten geografischen Regionen, kritische globale Herausforderungen wie die aufstrebenden Mächte in Asien, politische Veränderungen im Nahen Osten, globale Gesundheit, sowie die Sicherheit der Energieversorgung und den Klimawandel.
Folgende Studienzentren, Studienprogramme und Initiativen hat der CFR eingerichtet:
- Africa Program
- Asia Program
- Europe Program
- Latin America Studies Program
- Middle East Program
- International Institutions and Global Governance Program (Internationale Institutionen und Weltordnungspolitik-Programm)
- U.S. Foreign Policy Program (US-Außenpolitik-Programm)
- Renewing America (Erneuerung Amerikas)
- National Security and Defense Program (Nationales Sicherheits- und Verteidigungsprogramm)
- Center for Preventive Action (Zentrum für präventive Maßnahmen)
- Global Health Program (Globales Gesundheitsprogramm)
- Civil Society, Markets, and Democracy Initiative (Zivilgesellschaft, Märkte und Demokratie-Initiative)
- Program on Energy Security and Climate Change (Programm für Energie und Klimawandel)
- Cyberconflict and Cybersecurity Initiative
- Women and Foreign Policy Program (Frauen- und außenpolitisches Programm)
- Maurice R. Greenberg Center for Geoeconomic Studies

### Stipendien
Das Council on Foreign Relations Fellowship Program bietet seit 1949 einzigartige Karrierechancen mit Schwerpunkt auf internationale Beziehungen. Das Programm bietet Stipendiaten die Möglichkeit, ihre Sicht der Außenpolitik zu erweitern und Forschung an jedem CFR-internen oder einer anderen Institution in New York oder Washington, D.C. zu betreiben.
Die Stipendiaten (Fellows) werden ganzjährig rekrutiert. Ein Stipendium dauert in der Regel zwölf Monate. Fellows werden als unabhängige Vertragspartner beschäftigt und nicht als Mitarbeiter des CFR.
Folgende Stipendien vergibt der CFR derzeit:
- International Affairs Fellowship (Stipendium für internationale Angelegenheiten)
- International Affairs Fellowship in Nuclear Security (Stipendium für internationale Angelegenheiten der Nuklearsicherheit)
- International Affairs Fellowship in Japan (Stipendium für internationale Angelegenheiten: Japan)
- International Affairs Fellowship in India (Stipendium für internationale Angelegenheiten: Indien)
- International Affairs Fellowship in South Korea (Stipendium für internationale Angelegenheiten: Süd-Korea)
- National Intelligence Fellowship (Stipendium für den nationalen Geheimdienst)
- Edward R. Murrow Press Fellowship
- Military Fellowship (Militär-Stipendium der Generalstabschefs der US-Army, der Navy und der Marineinfanterie)
- Stanton Nuclear Security Fellowship (Stipendium der Stanton Foundation für Nuklearsicherheit)

### Foreign Affairs
Als wichtige und allgemein zugängliche Quelle gilt die seit 1922 alle zwei Monate erscheinende Foreign Affairs, die vom CFR herausgegeben wird und als wichtigste Publikation für Außenpolitik weltweit gilt. Die derzeitige Auflage liegt bei 140.000 Exemplaren. Die Washington Post bezeichnete die Foreign Affairs anlässlich ihres 90. Geburtstag als „Bibel des außenpolitischen Denkens“, das Time Magazine hält die Foreign Affairs für die „weltweit einflussreichste Fachzeitschrift“ für außenpolitische Strategien.
Weltweite Diskussionen erregten die 1947 erstmals in den Foreign Affairs veröffentlichten X-Artikel des damaligen Chef des Planungsstabes des US-Außenministeriums George F. Kennan und die Thesen des US-Politikwissenschaftlers Samuel P. Huntington, der 1993 den Artikel Clash of Civilizations in der CFR-Publikation veröffentlichte.
Zu den wichtigsten Autoren der Anfangszeit der Foreign Affairs gelten Gustav Stresemann (1923 Reichskanzler und von 1923 bis 1929 Reichsaußenminister), Hjalmar Schacht (Reichswirtschaftsminister und Präsident der Reichsbank), Wilhelm Marx (1922–1925 und 1926–1928 deutscher Reichskanzler), Wilhelm Groener (Reichswehrgeneral), Leo Trotzki und Franklin D. Roosevelt. Auch Konrad Adenauer, Ludwig Erhard, Willy Brandt, Jugoslawiens Staatsführer Tito, der KPdSU-Vorsitzende Nikita Chruschtschow und Ägyptens Staatspräsident Gamal Abdel Nasser publizierten Beiträge in den Foreign Affairs. Der Globalstratege Henry Kissinger hielt sein akademisches Jahr im CFR und veröffentlichte bis zu seiner Ernennung als Nixons National Security Adviser bereits zwölf ausführliche akademische Berichte für die Foreign Affairs. Josef Joffe, Herausgeber und Journalist der Die Zeit, ist unregelmäßiger Autor in der Foreign Affairs.

### German Council on Foreign Relations
1955 wurde die Deutsche Gesellschaft für Auswärtige Politik (DGAP)  auf Einfluss des Council on Foreign Relations und des Chatham House gegründet und gilt seit jeher als Außenposten des CFR in Deutschland. In der internationalen Politik firmiert die DGAP als German Council on Foreign Relations. Die Deutsche Gesellschaft für Auswärtige Politik ist eine der großen Forschungseinrichtungen für Fragen der internationalen Politik und der Außen- und Sicherheitspolitik mit Sitz in Berlin. Die Institution versucht in dieser Rolle aktiv die außenpolitische Meinungsbildung auf allen Ebenen zu begleiten. Seine Arbeit richtet sich an Entscheidungsträger in der deutschen Politik, Wirtschaft, Verwaltung, in NGOs, im Militär sowie an eine breite Öffentlichkeit. Die DGAP veröffentlicht zweimonatlich die Fachzeitschrift Internationale Politik. Sie ist unter anderem Ausrichter des EU-Russland Forums. Die DGAP versteht sich als praxisorientierter Think Tank, der auf wissenschaftlicher Basis nachfrageorientierte Politikberatung anbietet. Sie finanziert sich über die Beiträge ihrer Mitglieder, über eingeworbene Projektmittel und über Zuwendungen von Sponsoren und Mäzenen, darunter das Auswärtige Amt, die Deutsche Bank und der Luft-, Raumfahrt- und Rüstungskonzern EADS.

#### Deutsche Redner vor dem Council on Foreign Relations
Viele deutsche Spitzenpolitiker und Manager haben in den vergangenen Jahrzehnten vor dem New Yorker Council on Foreign Relations gesprochen. Als erste dokumentierte deutsche Redner waren am 6. Oktober 1930 der Reichsbankpräsident Hjalmar Schacht, sowie im Jahre 1936 der Bankier und Präsident der Bank für Internationalen Zahlungsausgleich während des Zweiten Weltkriegs Emil Puhl und der ehemalige Reichskanzler Heinrich Brüning im Harold Pratt House in New York City zu Gast.
Nach dem Krieg, in den Anfangsjahren der Bundesrepublik Deutschland, war eines der zentralen Themen des CFR die Entwicklung der noch jungen Demokratie in diesem Lande. Dementsprechend drehten sich viele Studiengruppen und Konferenzen um die Bundesrepublik Deutschland und es wurden viele deutsche Gäste vom CFR eingeladen, um über die neuesten Entwicklungen und Pläne zu berichten. Insbesondere wurden führende Vertreter der damaligen Regierungsparteien der Großen Koalition aus CDU und SPD gehört, später auch Mitglieder des Koalitionspartners FDP und mit Petra Kelly auch ein Gründungsmitglied der Grünen. Willy Brandt (acht Reden) und Ludwig Erhard (sechs Reden) traten besonders häufig vor dem CFR auf, zumeist im Duett mit John McCloy oder David Rockefeller. Mindestens zwei Reden vor dem CFR hielten Konrad Adenauer, Hermann Josef Abs, Franz Josef Strauß, Karl Theodor zu Guttenberg, Otto Wolff von Amerongen, Rainer Barzel, Carlo Schmid, Erik Blumenfeld, Walther Leisler Kiep, Helmut Schmidt, Helmut Kohl, Kurt Biedenkopf und Otto Graf Lambsdorff. Weitere prominente deutsche Redner im Harold Pratt House waren Kurt Georg Kiesinger, Richard von Weizsäcker, Carl Friedrich von Weizsäcker, Theodor Heuss, Kurt Schumacher, Ernst Reuter, Fritz Berg, Johannes Rau, Hans-Dietrich Genscher und viele mehr.

## Kritik

### Wissenschaft
Laut Hans-Jürgen Krysmanski sind „policy discussion groups“ wie das CFR machtpolitische Kerne des Einflusssystems der Geld- und Machteliten. Über viele Jahrzehnte und ganz sicher in den 1950er Jahren sei das Council on Foreign Relations eine solche zentrale Planungsgruppe gewesen.

### Verschwörungstheorien
1952 veröffentlichte der New Yorker Arzt Emanuel Josephson ein Pamphlet gegen den von ihm als „Internationalisten“ bezeichneten David Rockefeller, dem er vorwarf, seine ökonomische Macht und seine vielfältigen Beziehungen zu eigennützigen und unlauteren Zwecken zu missbrauchen. Die CFR-Zentrale sei das Zentrum einer „Sowjet-Rockefeller-Achse“. Seitdem wurde das CFR wiederholt Gegenstand von Verschwörungstheorien. Nachdem die Vorwürfe, das CFR würde insgeheim mit der Sowjetunion paktieren, mit dem Ende des Kalten Kriegs obsolet wurden, wird ihm unterstellt, eine „Neue Weltordnung“ anzustreben, in der die Vereinigten Staaten ihre Souveränität an eine Weltregierung abtreten müssten. Die Forderung nach weltweitem Abbau von Handelsschranken und die Förderung der Globalisierung seien Schritte zu diesem Ziel, an dessen Ende amerikanische Truppen nur noch zur Unterdrückung jeglichen Widerstands gegen die globale Superregierung eingesetzt würden. Die Friedenstruppen der Vereinten Nationen seien eine Vorübung für diese künftige Praxis.